# Passo di Foscagno
Průsmyk Foscagno (italsky Passo di Foscagno) je alpský vysokohorský průsmyk v italské provincii Sondrio. Leží na silnici SS 301, která spojuje lyžařská střediska Livigno a Bormio. Nejvyšší bod průsmyku leží v nadmořské výšce 2291 m.
V blízkosti průsmyku se nachází menší průsmyk Passo d'Eira v nadmořské výšce 2209 m, který leží mezi Passo di Foscagno a městem Livigno. Nachází se zde osada Trepalle, místní část města Livigno, která je jednou z evropských nejvýše položených obydlených farností.